# 31673 Nayessda
31673 Nayessda è un asteroide della fascia principale. Scoperto nel 1999, presenta un'orbita caratterizzata da un semiasse maggiore pari a 2,400357 UA e da un'eccentricità di 0,170707, inclinata di 9,656817° rispetto all'eclittica.  Ha un diametro di 8,731 km.